# Gastone Nencini
Gastone Nencini (Barberino di Mugello, 1 maart 1930 - Florence, 1 februari 1980) was een Italiaans wielrenner met een profcarrière van 1953 tot en met 1965. 

## Carrière
Hij behaalde zowel in Tour de France als de Giro d'Italia eenmaal de eindzege. Ook veroverde hij, als zeer goed klimmer én daler, in beide wielerwedstrijden eenmalig het bergklassement. In de Ronde van Italië boekte hij in totaal zeven etappezeges en in de Ronde van Frankrijk was hij viermaal succesvol in een etappe.
Zijn bijnaam was "De Leeuw van Mugello", naar zijn geboorteplaats. Nencini, die kettingroker was, was ook amateurschilder.

## overwinningen
1953
- Ronde Casentino

1955
- 8e, 9e en 12e etappe Ronde van Italië
- Bergklassement Ronde van Italië
- Locarno ploegentijdrit samen met: Agostino Coletto en Pietro Giudici

1956
- 22e etappe Ronde van Frankrijk
- Ronde van de Drie Valleien

1957
- Eindklassement Ronde van Italië
- 10e en 18e etappe Ronde van Frankrijk
- Bergklassement Ronde van Frankrijk
- Ronde van Reggio Calabria

1958
- Omegna
- 10e en 18e etappe Ronde van Italië
- 19e etappe Ronde van Frankrijk
- Lokeren

1959
- 9e etappe Ronde van Italië

1960
- Nice
- 3e etappe Menton-Roma
- Eindklassement Ronde van Frankrijk
- 5e en 10e etappe Ronde van Italië

1961
- Acireale

## Resultaten in voornaamste wedstrijden
| Jaar | Ronde van Italië | Ronde van Frankrijk | Ronde van Spanje |
| ---- | ---------------- | ------------------- | ---------------- |
| 1954 | 16e              |                     |                  |
| 1955 | ↑ (2)            |                     | 18e              |
| 1956 |                  | 22e (1)             |                  |
| 1957 | ↑                | 6e (2)              | 9e               |
| 1958 | 5e (2)           | 5e (1)              | opgave           |
| 1959 | 10e (1)          |                     |                  |
| 1960 | ↑ (2)            | ↑                   |                  |
| 1961 |                  |                     |                  |
| 1962 | 13e              | opgave              |                  |
| 1963 | opgave           |                     |                  |
| 1964 | opgave           |                     |                  |

| Jaar | Milaan-San Remo | Ronde van Vlaanderen | Parijs-Roubaix | Luik-Bast.‑Luik | Ronde van Lombardije | Waalse Pijl |  | WK op de weg |  | Wereldranglijsten |
| ---- | --------------- | -------------------- | -------------- | --------------- | -------------------- | ----------- |  | ------------ |  | ----------------- |
| 1954 |                 |                      |                |                 | 29e                  |             |  |              |  |                   |
| 1955 | 17e             |                      |                |                 |                      |             |  | 4e           |  |                   |
| 1956 | 75e             |                      |                |                 |                      |             |  |              |  |                   |
| 1957 | 74e             | 6e                   |                |                 |                      |             |  | 13e          |  | (CDC)             |
| 1958 | 81e             |                      |                |                 |                      |             |  |              |  | 9e (CDC)          |
| 1959 |                 |                      | 59e            |                 | 21e                  | 46e         |  |              |  |                   |
| 1960 | 29e             |                      |                | 39e             | 49e                  | 20e         |  | 25e          |  | (SPP)             |
| 1961 | 22e             |                      |                |                 | 14e                  |             |  | 8e           |  |                   |
| 1962 |                 |                      |                |                 |                      |             |  |              |  |                   |
| 1963 |                 |                      |                |                 |                      |             |  |              |  |                   |
| 1964 |                 |                      |                |                 |                      |             |  |              |  |                   |